# Indigofera capitata
Indigofera capitata är en ärtväxtart som beskrevs av Karl Theodor Kotschy. Indigofera capitata ingår i släktet indigosläktet, och familjen ärtväxter. Inga underarter finns listade i Catalogue of Life.